# Vlasta Jeseničnik
Vlasta Jeseničnik, slovenska novinarka, * 2. avgust 1965, Maribor.
Leta 1990 diplomirala na Fakulteti za sociologijo, politologijo in novinarstvo v Ljubljani, že leto prej pa postala sodelavka RTV Slovenija, od 1991 zaposlena v zunanjepolitični redakciji. Je zunanja dopisnica RTV Slovenija. Leta 1996 je prevzela dopisništvo v Moskvi, kjer je ostala do 2005, bila pa je tudi vojna poročevalka iz Afganistana, za kar je bila leta 2001 izbrana za Slovenko leta in dobila nagrado Društva novinarjev Slovenija. Od 2005 je poročala iz Združenih držav Amerike, trenutno pa ponovno iz Rusije.
Marca 2022 je morala svoje delo poročevalke iz Moskve začasno prekiniti, saj je Rusija med invazijo na Ukrajino sprejela zakonodajo, ki je novinarjem, ki so z domnevnimi dezinformacijami poročali o vojni, zagrozila z večletno zaporno kaznijo.